# Uscito di galera
Uscito di galera è un brano musicale del rapper italiano Lazza, pubblicato l'8 aprile 2022, quindicesima traccia del terzo album in studio Sirio.

## Descrizione
La produzione della traccia è stata affidata a Low Kidd, Drillionaire e PK. Il testo del brano musicale è una dedica ad una donna, che il rapper sceglie di amare nonostante le complicazioni legati alla sua vita difficile. Una versione acustica del brano è stata pubblicata il 15 dicembre 2022 con il titolo Uscito di galera (concertos).

## Classifiche

### Classifiche settimanali
| Classifica (2022) | Posizione massima |
| ----------------- | ----------------- |
| Italia            | 9                 |

### Classifiche di fine anno
| Classifica (2022) | Posizione |
| ----------------- | --------- |
| Italia            | 21        |
| Classifica (2023) | Posizione |
| Italia            | 68        |